# Lưu Gia Lương
Lưu Gia Lương (giản thể: 刘家良; phồn thể: 劉家良; bính âm: Liú Jiāliáng; Việt bính: Lau4 Ga1 Leung4, tiếng Anh: Lau Kar-Leung hoặc Liu Chia-Liang, 1934-2013) là một nhà làm phim của điện ảnh Hồng Kông. Ông được biết tới trong vai trò đạo diễn, diễn viên và chỉ đạo hành động của nhiều bộ phim võ thuật Hồng Kông xuất sắc mà nổi bật nhất là Thiếu Lâm tam thập lục phòng, tác phẩm võ thuật tiêu biểu của hãng phim Thiệu Thị. Kể từ giữa thập niên 1980 khi phim võ thuật kiểu truyền thống không còn hợp thị hiếu của khán giả Hồng Kông, Lưu Gia Lương dần rút khỏi vai trò đạo diễn mà chỉ tham gia chỉ đạo võ thuật hoặc làm diễn viên cho phim của các đạo diễn khác. Tuy vậy ông cùng Trương Triệt vẫn luôn được coi là hai đạo diễn tiên phong của thể loại phim võ thuật ở Hồng Kông.

## Tiểu sử
Lưu Gia Lương sinh năm 1934 tại Quảng Châu, Quảng Đông, Trung Quốc trong một gia đình giàu truyền thống võ học. Cha của ông, Lưu Trạm (劉湛) là học trò của Lâm Thế Vinh, đệ tử của Hoàng Phi Hồng, bản thân Lưu Gia Lương cũng tập luyện Hồng Gia quyền và ông được coi là võ sư đời thứ 8 của Hồng Gia quyền kể từ Hồng Hy Quan vì vậy ông thường được các diễn viên tôn trọng gọi là Lưu sư phụ. Lưu Gia Lương còn có em trai cũng là một diễn viên và chỉ đạo võ thuật, ông đồng thời còn có một người em nuôi là Lưu Gia Huy, ngôi sao trong nhiều bộ phim do chính Lưu Gia Lương đạo diễn.

## Sự nghiệp
Sau khi thành danh trong vai trò một võ sư, Lưu Gia Lương được hãng Thiệu Thị mời làm diễn viên và chỉ đạo võ thuật cho các bộ phim của hãng này. Năm 1967 ông được giao chỉ đạo võ thuật và một vai nhỏ cho bộ phim Độc tí đao (獨臂刀) của đạo diễn Trương Triệt, tác phẩm mang tính cách mạng cho thể loại phim võ thuật và mở ra thời kì hưng thịnh cho phim võ thuật Hồng Kông cũng như của hãng Thiệu Thị. Tới năm 1976 thì Lưu Gia Lương bắt đầu được giao đạo diễn và hai năm sau ông trở nên nổi tiếng với bộ phim Thiếu Lâm tam thập lục phòng (少林三十六房). Bộ phim nói về quá trình luyện tập gian khổ của Tam Đức thiền sư ở Thiếu Lâm tự để sau đó mở ra phòng thứ 36 của Thiếu Lâm nơi đón nhận các đệ tử tục gia tới tập võ. Thiếu Lâm tam thập lục phòng được coi là một phim võ thuật kinh điển với cốt truyện sáng tạo và những pha võ thuật chân thực, độc đáo, bộ phim cũng giúp em nuôi của Lưu Gia Lương là Lưu Gia Huy trở thành một ngôi sao của dòng phim võ thuật ở Hồng Kông. Sau Thiếu Lâm tam thập lục phòng, Lưu Gia Lương còn tiếp tục đạo diễn nhiều bộ phim võ thuật có chất lượng cao khác như Thiếu Lâm đáp bằng đại sư (少林搭棚大師, 1980) hay Phích lịch thập kiệt (霹靂十傑, 1985).
Kể từ giữa thập niên 1980, phim võ thuật kiểu truyền thống mà Lưu Gia Lương là đại diễn không còn phù hợp với thị hiếu của khán giả Hồng Kông khi những bộ phim võ thuật hài của Hồng Kim Bảo, Thành Long hay phim hành động của Ngô Vũ Sâm chiếm lĩnh thị trường. Lưu Gia Lương dần rút khỏi làng điện ảnh, trong suốt hai thập niên 1990 và 2000, ông chỉ đạo diễn hai bộ phim là Túy quyền II (醉拳二, 1994) với ngôi sao Thành Long và Túy mã lưu (醉馬騮, 2002) do Ngô Kinh thủ vai chính. Ngoài ra Lưu Gia Lương cũng chỉ nhận lời mời của Từ Khắc để tham gia chỉ đạo võ thuật và đóng một vai trong Thất kiếm (七劍, 2005), bộ phim đem lại cho ông Giải Kim Mã cho chỉ đạo hành động xuất sắc nhất.